# Lispocephala atrimaculata
Lispocephala atrimaculata este o specie de muște din genul Lispocephala, familia Muscidae. A fost descrisă pentru prima dată de Stein în anul 1915.
Este endemică în Taiwan. Conform Catalogue of Life specia Lispocephala atrimaculata nu are subspecii cunoscute.